# Conrad von Seelhorst

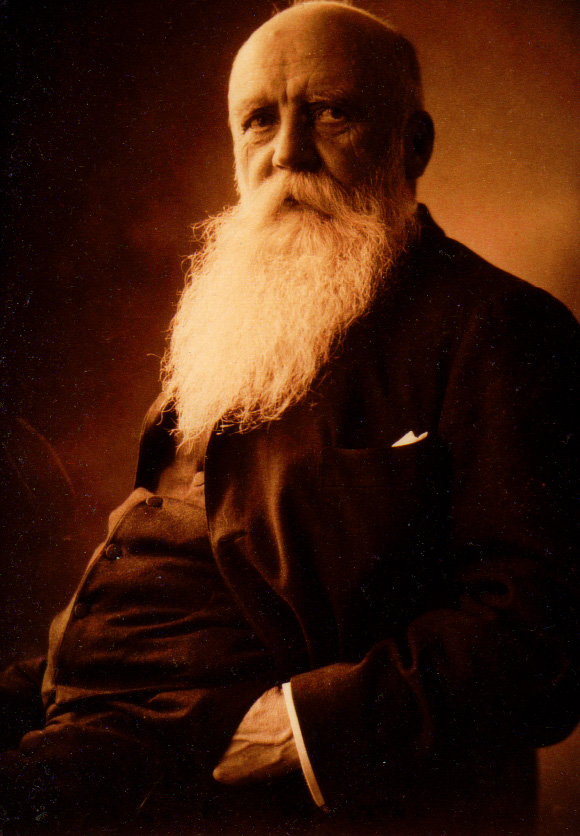
Conrad von Seelhorst

Conrad von Seelhorst (* 5. April 1853 auf dem Rittergut Alt-Stüdnitz (Pommern); † 6. Juli 1930 in Göttingen) war ein deutscher Agrarwissenschaftler.

## Leben und Wirken
Conrad von Seelhorst entstammt einer alteingesessenen Soldatenfamilie. Seine Eltern waren der Generalleutnant Ferdinand von Seelhorst (1805–1887) und dessen zweite Ehefrau Maria, geborene von Hövell (1827–1876).

### Jugendzeit und Studium
1869 trat er als Kadett in die Marine des Norddeutschen Bundes ein und diente auf verschiedenen Schiffen der Kaiserlichen Marine. Als Seeoffizier nahm er 1874–1876 an der Weltumseglung des Forschungsschiffes Gazelle unter dem Kommandanten Kapitän zur See Georg von Schleinitz zur Beobachtung des Venusdurchgangs auf den Kerguelen teil. Auf dieser Forschungsreise war er verantwortlich für die meteorologischen und astronomischen Messungen. Wegen eines schweren Lungenleidens musste er 1878 den Marinedienst aufgeben.
Nach mehrjähriger Tätigkeit auf verschiedenen landwirtschaftlichen Betrieben begann er ein Landwirtschaftsstudium. Die Studiensemester waren jedoch oft unterbrochen durch mehrmonatige Sanatoriumsaufenthalte. 1886 wurde er Mitglied des Corps Agronomia Jena. 1888 wurde er an der Universität Jena bei Theodor Freiherr von der Goltz mit einer betriebswirtschaftlichen Arbeit über den Roggen als Wertmaß für landwirtschaftliche Berechnungen zum Dr. phil. promoviert. 1890 habilitierte er sich in Jena für das Gesamtgebiet der Landwirtschaftslehre.

### Privatdozent in Jena
Während der nächsten sechs Jahre blieb Conrad von Seelhorst als Dozent am Landwirtschaftlichen Institut der Universität Jena. Unter dem Einfluss seines Lehrers Theodor Freiherr von der Goltz hatte er sich zunächst betriebswirtschaftlichen Themen zugewendet, doch der Schwerpunkt seiner wissenschaftlichen Interessen verlagerte sich alsbald auf das Gebiet des Pflanzenbaus. 1892 veröffentlichte er ein weitbeachtetes Lehr- und Handbuch über den Acker- und Wiesenbau auf Moorboden. Es war für lange Zeit ein Standardwerk der Moorkultur. 1895 wurde Conrad von Seelhorst zum außerordentlichen Professor ernannt und noch im gleichen Jahr zum Leiter der landwirtschaftlichen Versuchsstation an der Universität Jena berufen.

### Professor für Pflanzenbaulehre in Göttingen
1896 übernahm er die durch den frühen Tod von Georg Liebscher verwaiste Professur für Pflanzenbaulehre am Landwirtschaftlichen Institut der Universität Göttingen. In dem seit 1872 bestehenden Institut fand er durch das Vorhandensein eines großen Versuchsfeldes und einer modernen Vegetationshalle optimale Voraussetzungen für pflanzenbauliche Forschung.
Da mit Conrad von Seelhorst gleichzeitig auch Wilhelm Fleischmann, der Begründer der Milchwirtschaftswissenschaft, einen Ruf nach Göttingen annahm, wurde das Direktorat des Landwirtschaftlichen Instituts geteilt. Fleischmann wurde zum Institutsdirektor bestellt, Conrad von Seelhorst war zunächst "nur" Leiter des landwirtschaftlichen Versuchsfeldes. Erst mit dem Rücktritt Fleischmanns im Jahre 1912 wurden beide Direktorate wieder vereinigt und Conrad von Seelhorst übernahm auch die Institutsleitung. 27 Jahre lang, bis zu seiner Emeritierung im Jahre 1922, hat er an diesem Institut gewirkt. Hier fand er seine eigentliche Lebensaufgabe.

### Düngungsversuche
In Göttingen führte Conrad von Seelhorst zunächst die von seinem Amtsvorgänger begonnenen Versuche über die unterschiedlichen Nährstoffansprüche der Kulturpflanzen fort. In Vegetationsgefäßen und unter Feldbedingungen prüfte er die Beziehungen zwischen dem Nährstoffangebot im Boden und dem Wurzelwachstum der Kulturpflanzen.
Als eine wissenschaftliche Pionierarbeit sind seine Untersuchungen über den Tiefgang der Wurzeln bei unterschiedlicher Düngungsintensität des Bodens einzustufen. In Feldversuchen konnte er den günstigen Einfluss der Düngung nicht nur auf die Masse, sondern auch auf die Anzahl und den Tiefgang der Wurzeln nachweisen. Die Beobachtung in der landwirtschaftlichen Praxis, dass optimal gedüngte Pflanzenbestände trockene Witterungsperioden besser überstehen als schwach gedüngte, konnte nun teilweise mit dem höheren Wurzelanteil in tieferen Bodenschichten erklärt werden.
Besonders intensiv hat Conrad von Seelhorst die auf dem Versuchsfeld des Landwirtschaftlichen Instituts bereits seit 1873 angelegten Dauerdüngungsversuche betreut. Außerdem konnte er mit Hilfe langjähriger Versuchsreihen die beim Anbau von Gründüngungspflanzen durch Auswaschung auftretenden Nährstoffverluste quantifizieren.

### Experimente zum Wasserverbrauch der Kulturpflanzen
Im Mittelpunkt der wissenschaftlichen Arbeit Conrad von Seelhorsts standen Untersuchungen über den Wasserverbrauch landwirtschaftlicher Kulturpflanzen. In Fortführung der Arbeiten des Agrikulturphysikers Ewald Wollny hat er nicht nur den Gesamtwasserverbrauch der wichtigsten in Mitteleuropa angebauten Kulturpflanzen quantifiziert, sondern auch dessen Abhängigkeit von Boden, Klima und Düngung eingehend untersucht.
Bei diesen Experimenten ging Conrad von Seelhorst methodisch neue Wege. Auf dem Versuchsfeld des Landwirtschaftlichen Instituts errichtete er eine der modernsten Lysimeter-Anlagen seiner Zeit. Die aus seinen umfangreichen Lysimeter-Untersuchungen zum Wachstumsfaktor Wasser gewonnenen Erkenntnisse wurden richtungweisend für die weitere Forschung auf diesem Gebiet.

### Herausgeber betriebswirtschaftlicher Lehrbücher
Die umfangreiche Tätigkeit als Pflanzenbauwissenschaftler ließ Conrad von Seelhorst wenig Zeit, seine in Jena begonnenen betriebswirtschaftlichen Studien fortzusetzen. Trotzdem hat er auch in Göttingen auf diesem Gebiet weitergearbeitet und sich dafür eingesetzt, der damals an den Universitäten stark vernachlässigten Betriebslehre den ihr angemessenen Platz im Gesamtgebiet der Landwirtschaftswissenschaften wieder zu verschaffen. Die Neubearbeitung einiger Lehr- und Handbücher seines 1905 verstorbenen Lehrers und Freundes Theodor Freiherr von der Goltz dienten diesem Ziel.
In mehreren seiner Göttinger Veröffentlichungen zur Wirtschaftslehre zeigt Conrad von Seelhorst Wege auf, die allgemein wirtschaftlichen Gesetze in der Landbauwissenschaft wieder stärker zu beachten. In der Einseitigkeit, die die Technik mit der Anwendung naturwissenschaftler Gesetze erzielt hatte, sah er eine ernste Gefahr für den landwirtschaftlichen Betrieb.

### Lehrtätigkeit
Das Lehrgebiet Conrad von Seelhorsts umfasste in Göttingen nahezu das gesamte Gebiet der Pflanzenproduktionslehre. Er hielt Vorlesungen über allgemeinen und speziellen Pflanzenbau, Wiesen- und Weidenbau, Moorkultur, Unkrautkunde, Pflanzenkrankheiten und Pflanzenzüchtung. Dazu kamen praktische Übungen, Seminare, Demonstrationen auf dem Versuchsfeld und Exkursionen. Für die Landwirtschaftsstudenten gab er einen Studienführer heraus mit einem Überblick über die Institutseinrichtungen, Lehrveranstaltungen und Prüfungsbedingungen an der Universität Göttingen.
Das besondere Verhältnis Conrad von Seelhorsts zu seinen Schülern wurde geprägt durch den Eindruck seiner starken Persönlichkeit. Seine Studenten, die ihn als väterlichen Freund und hilfsbereiten Berater kennenlernten, hingen in großer Verehrung an ihm. 30 Doktoranden führte er zur Promotion. Zu ihnen gehört Otto Tornau, der 1922 sein Amtsnachfolger wurde.

### Stellung in der Landbauwissenschaft
Conrad von Seelhorst gelang es mit seiner Lehr- und Forschungstätigkeit, einige der bei den traditionellen Universitätsdisziplinen bestehenden Vorurteile gegenüber der Landbauwissenschaft abzubauen. Das wissenschaftliche Ansehen, das er sich während seiner Göttinger Zeit erwarb, brachten ihm Rufe nach Hohenheim, Gießen und Berlin ein, die er jedoch alle ablehnte. 1912 wurde er zum Geheimen Regierungsrat ernannt, 1922 erhielt er die Ehrendoktorwürde der Universität Halle/Saale.
Fast dreißig Jahre lang war Conrad von Seelhorst Mitherausgeber des Journals für Landwirtschaft, von 1918 auch dessen Schriftleiter. Fast alle seine experimentellen Arbeiten, die sich stets durch Gründlichkeit und Klarheit in der Beweisführung auszeichnen, hat er in dieser, seinerzeit führenden Zeitschrift der Landbauwissenschaft, veröffentlicht. Das enge Verhältnis zur landwirtschaftlichen Praxis zeigt sich in seinen zahlreichen Beiträgen in der Hannoverschen Land- und Forstwirtschaftlichen Zeitung.
Er verstarb im 78. Lebensjahr an den Folgen eines Herzschlages und fand seine letzte Ruhestätte auf dem Göttinger Stadtfriedhof. Seine Ehefrau Elsbeth v. S. folgte ihm nach sechs Jahren.

## Hauptwerke
- Acker- und Wiesenbau auf Moorboden. Verlag von Paul Parey 1892. 2. Aufl. unter dem Titel Handbuch der Moorkultur ebd. 1914.
- Das landwirtschaftliche Versuchsfeld der Universität Göttingen. Verlagsbuchhandlung Paul Parey Berlin 1903.  2. Aufl. ebd. 1911.
- Das Studium der Landwirtschaft an der Universität Göttingen. Verlagsbuchhandlung Paul Pary Berlin 1911.  2. Aufl. ebd. 1919; 3. Aufl. ebd. 1920.
- Leitfaden der landwirtschaftlichen Betriebslehre. Von Dr. Theodor Freiherr von der Goltz. 4. Aufl. herausgegeben von Dr. C. von Seelhorst. Verlagsbuchhandlung Paul Parey Berlin 1911 = Thaer Bibliothek Bd. 93.  5. Aufl. ebd. 1917;  6. Aufl. ebd. 1920; 7. Aufl. 1922.
- Handbuch der landwirtschaftlichen Betriebslehre. Von Dr. Theodor Freiherr von der Goltz. 4. Aufl., herausgegeben von Dr. C. von Seelhorst. Verlagsbuchhandlung Paul Parey Berlin 1912.
- Die landwirtschaftliche Buchführung. Von Dr. Theodor Freiherr von der Goltz. 11. Aufl. herausgegeben von Dr. C.von Seelhorst. Verlagsbuchhandlung Paul Parey Berlin 1917 = Thaer Bibliothek Bd. 2. 12. Aufl. ebd. 1920; 13. u. 14. Aufl. ebd. 1922.